# Полухина, Валентина Платоновна
Валентина Платоновна Полухина (урождённая Борисова, англ. Valentina Polukhina; 18 июня 1936, Старый Урюп, Западно-Сибирский край — 8 февраля 2022, Лондон) — российско-британский литературовед, специалист по творчеству Иосифа Бродского. Жена Дэниела Вайсборта.

## Биография
Родилась под Кемерово, в семье ссыльных. В 1956 году вышла замуж, сменив фамилию на Полухина.
В 1959 году окончила Тульский педагогический институт, в 1971 году аспирантуру МГУ им. М. В. Ломоносова. С 1972 года преподавала русский язык в московском Университете дружбы народов.
В 1972 году фиктивно вышла замуж за студента-кенийца, чтобы выехать из СССР. Эмигрировала из СССР в 1973 году, уехав в Кению, затем в Великобританию, куда её пригласил профессор Евгений Ламперт, знакомый бывшей коллеги по УДН, Елены Михайловны Максименко, работавшей два года в Килском университете. Работала в Килском университете, в 1986 году защитила докторскую диссертацию, на протяжении многих лет профессор, затем почётный профессор.
Познакомилась с Иосифом Бродским в Лондоне в 1977 году. С 1979 году публиковала различные исследования и материалы, посвящённые его жизни и творчеству. Первая монография, «Иосиф Бродский: Поэт для нашего времени» (англ. Joseph Brodsky: A Poet for Our Time), вышла в 1989 г. в издательстве Кембриджского университета. Полухина составила и подготовила масштабные сборники «Бродский глазами современников» (английское издание 1992, российское 1997) и «Иосиф Бродский. Книга интервью» (2011; 62 интервью из известных на момент выхода книги 181), а также собрание научных статей «Поэтика и эстетика Бродского» (англ. Brodsky's Poetics and Aesthetics; 1990, совместно с Л. Лосевым).
Совместно с мужем, переводчиком Д. Вайсбортом, составила антологию «Современные русские поэтессы» (англ. An anthology of contemporary Russian women poets; 2005).
Центр современной литературы и издательский проект «Русский Гулливер» по инициативе Полухиной приступили к публикации стихов современных английских поэтов (англ. Ruth Fainlight, англ. Elaine Feinstein, англ. Fiona Sampson и других) в переводах на русский язык.
Королевское литературное общество Великобритании за заслуги в развитии русско-британских культурных отношений 23 июня 2014 года наградило В. П. Полухину почётной медалью, учреждённой в 1916 г. английским эссеистом и поэтом А. К. Бенсоном (англ. A. C. Benson), отметив, что она изменила «представление британцев о современной русской поэзии и способствовала продвижению английской поэзии к русскому читателю».
Благодаря поддержке и финансовому содействию Полухиной в 1993 году началась деятельность российского издательства «АРГО-РИСК», специализирующегося на издании новейшей русской поэзии.
К 75-летию со дня рождения Бродского подготовила к изданию фундаментальную антологию посвященных поэту лучших стихотворений, отрывков воспоминаний и других работ почти двухсот отечественных и зарубежных авторов.
Отмечая восьмидесятилетие Полухиной, первый заместитель главного редактора «Российской газеты» Ю. М. Лепский писал о значении для русской словесности её работ по исследованию творчества и личности одного из величайших русских поэтов: «Она сделала то, чего не смог сделать никто из многочисленных теперь уже специалистов по творчеству Иосифа Бродского».
Скончалась 8 февраля 2022 года в Лондоне.

### Книги
1985 — Joseph Brodsky: A Study of Metaphor: Ph.D. Dissertation, Keele University, three vols., 1985.

1989 — Joseph Brodsky: A Poet for Our Time (Cambridge University Press, 1989, 2009), xx + 324 pp.

1990 — Brodsky’s Poetics and Aesthetics (London: The Macmillan Press, 1990, co-editor with Lev Loseff and contributor), x + 204 pp.

1992 — Brodsky Through the Eyes of his Contemporaries (New York: St. Martin’s Press and Basingtoke/London: The Macmillan Press, 1992), xi + 257 pp.

1993 — Literary Tradition and Practice in Russian Culture. Papers from an International Conference on the occasion of the seventieth birthday of Yu. M. Lotman, co-editor with Joe Andrew and Robert Reid, contributed an article (Amsterdam: Rodopi, 1993), xii + 341 pp.

1994 — Russian Culture: Semiotic and Structure, co-editor with Joe Andrew and Robert Reid, contributed an article (Amsterdam: Russian Literature, Special issue — Ju.M. Lotman, I, XXXVI—II, November 1994).

1994 — Structure and Tradition in Russian Society, co-editor with Joe Andrew and Robert Reid (Helsinki: Slavica Helsingiensia, 1994), 186 pp.

1995 — Brodsky’s Genres (Amsterdam: Russian Literature, XXXVII-II/III, 15 february/1April 1995. Special issue: Joseph Brodsky), guest editor Valentina Polukhina).

1995 — Словарь тропов Бродского (на материале сборника Часть речи). При участии Юле Пярли (Тарту, 1995), 342 с.

1997 — Бродский глазами современников (СПб.: журнал «Звезда», 1997), 335 с.

1999 — Joseph Brodsky: The Art of a Poem, collected, edited and introduced, with Lev Loseff, contributed an article (London: The Macmillan Press, New York: St. Martin’s Press, 1999), xv + 257 pp.

2000 — Иосиф Бродский, Большая книга интервью, составитель Валентина Полухина (М.: Захаров, 2000, 2005, 2007), 783 с.

2000 — Brodsky as a Critic, guest editor Valentina Polukhina (Amsterdam: Russian Literature, XLVII-III/IV, 1 April/15 May 2000).

2002 — Как работает стихотворение Бродского. Из исследований славистов на Западе, редакторы-составители Лев Лосев и Валентина Полухина (М.: НЛО, 2002), 303 с.

2003 — Поэтика Иосифа Бродского. Сборник научных трудов. Редколлегия: В. П. Полухина, И. Ф. Фоменко, А. Г. Степанов (Тверь, 2003), 472 с.

2005 — Иосиф Бродский: Стратегия чтения, ред. В. Полухина. А. Корчинский, Ю. Троицкий (М.: Издательство Ипполитова, 2005), 521 с.

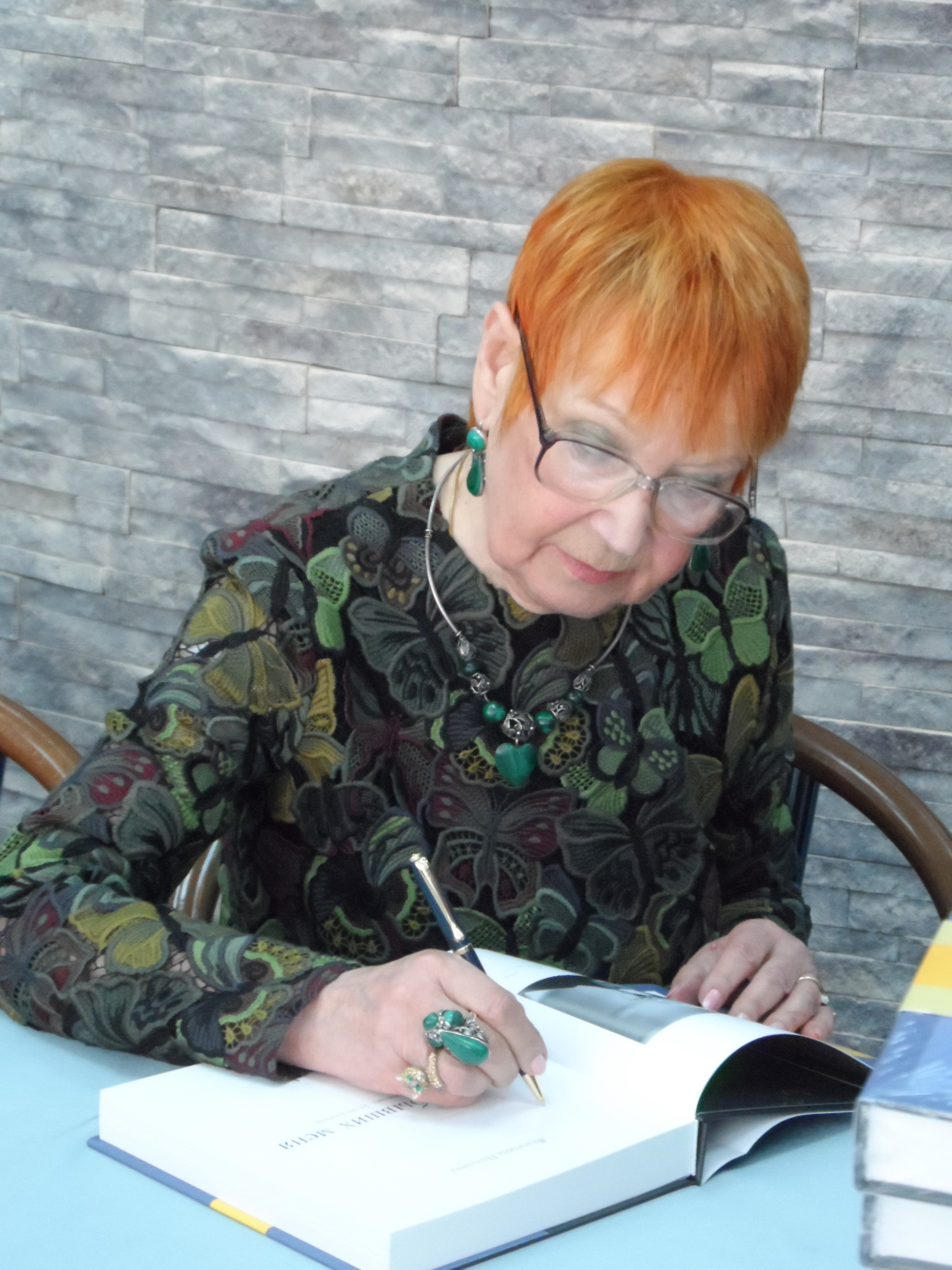
В. П. Полухина —
на презентации книги
«Из не забывших меня…»
Москва. 20 мая 2015 года

2005 — An Anthology of Russian Women Poets, eds. V. Polukhina & D. Weissbort (University of Iowa Press, 2005). 2006 — Brodsky through the Eyes of his Contemporaries, vol. I, in Russian: Бродский глазами современников (Спб.: Звезда, 2006), том 1, 384 с.

2006 — Brodsky through the Eyes of his Contemporaries, vol. II, in Russian: Бродский глазами современников (Спб.: Звезда, 2006), том 2, 543 с.

2008 — Иосиф Бродский: Жизнь, труды, эпоха (Спб.: Звезда, 2006), 527 с.

2008 — Brodsky Through the Eyes of his Contemporaries, interviews with 21 poets (Brighton, MA: Academic Studies, 2008), vol. I (1989—2003), 392 pp.

2008 — Brodsky Through the Eyes of his Contemporaries, interviews with 40 poet, writers, translators, friend and relatives (Brighton, MA: Academic Studies, 2008), vol. II (1996—2008), 604 pp.

2009 — Больше самого себя. О Бродском (Томск: ИД СК-С, 2009), 416 с.

2010 — Brodsky through the Eyes of his Contemporaries, vol. III, in Russian: Бродский глазами современников (Спб.: Звезда, 2010), том 3, 406 с.

2012 — Евтерпа и Клио Иосифа Бродского. Хронология жизни и творчества (Томск, 2012).

2015 — In Russian: «Из не забывших меня. Иосифу Бродскому. In memoriam» (Томск, 2015). Составитель и редактор Валентина Полухина. (150 русских поэтов и 44 иностранных поэтов и 42 фрагмента прозы о Бродском).

2016 — Словарь цвета поэзии Иосифа Бродского (М. НЛО, 2016), 372 с.

### Статьи, рецензии, интервью
1978 — A Few General Observations on Brodsky’s World, Screever, (Keele, 1978), no. 1, p. 14-16.

1979 — The «Strange» Theme in Brodsky’s Poetry, Essays in Poetics, 1979, vol. 4, No. 1, p. 35-54.

1986 — Грамматика метафоры и художественный смысл, Поэтика Бродского, составитель и редактор лев Лосевв (Tenafly, New Jersey: Hermitage, 1986), с. 63-96.

1986 — A Study of Metaphor in Progress: Poetry of Joseph Brodsky, Wiener Slawisticher Almanach, 1986, Bd. 17, p. 149—185.

1987 — Всевидящее око слов, Русская мысль, 1987, 30 октября 1987, с. 9.

1987 — Парадоксы Бродского, Русская мысль, 1987, 25 декабря, № 3705, Литературное приложение, № 5, с. 1.

1989 — Ахматова и Бродский: К проблеме притяжений и отталкиваний, Ахматовский сборник (Париж, 1989), с. 143—153.

1990 — Рецензия на книгу Е. Эткинда «Процесс Иосифа Бродского», The Slavic and East European Review, Sept. 1990, p. 553—554.

1990 — Он смотрит на мир с точки зрения времени, Литературная газета, 1990, 16 мая, с. 6.

1990 — Поэтический автопорет Бродского, Иосиф Бродский: творчество, личность, судьба (СПб.: Звезда, 1998), с. 145—153.

1990 — Similarity in Disparity, Brodsky’s Poetics and Aesthetics (London: Macmillan Press, 1990), editor Lev Loseff & V. Polukhina, p. 150—175.

1990 — An Interview with Bella Akhmadulina, Brodsky’s Poetics and Aesthetics (London: Macmillan Press, 1990), editor Lev Loseff & V. Polukhina, p. 194—204.

1990 — Интервью с Анатолием Найманом, Иосиф Бродский: Размером подлинника, ред.-составитель Г. Комаров (Таллин, 1990), с. 127—153.

1991 — «The Self in Exile», Writing in Exile. Renaissance and Modern Studies, Vol. 34, 1991, University of Nottingham, pp. 9–18;

1991 — Интервью с Томасом Венцловой о Бродском, Согласие, Вильнюс, 9 ноября, 1991, с. 6.

1992 — «Поэтический автопортрет Бродского», Russian Literature, XXXI, 1992. с. 375-92;

1992 — The linguistic reality in which we all exist: An interview with Viktor Kulle, Essays in Poetics, 1992, vo. 17, £ 2, p. 73-85.

1992 — Brodsky’s Poetic Self-Portrait, New Direction in Soviet Literature. Selected papers from the Fourth Congress of Soviet & East European Studies, Harrogate, 1990 (London, NY, 1992), p. 122—137.

1993 — «Ландшафт лирической личности в поэзии Иосифа Бродского», Literary Tradition and Practice in Russian Culture, Papers from International Conference on the Seventeenth Birthday of Yu.M. Lotman (2-6 July 1992, Keele Un-ty, UK), eds. V. Polukhina, J. Andrew & R. Reid. Rodopi, 1993. pp. 229–45;

1994 — «The Myth of the Poet and the Poet of the Myth: Russian Poets on Brodsky», Russian Writers on Russian Writers, Ed. by Faith Wigzell (Oxford/Providence, USA: Berg., 1994), p. 139—159.

1995 — The Self in Brodsky’s Interviews', Russian Literature, XXXVII-II/III, 1995, pp. 351–63.

1995 — Bibliography of Brodsky’s Interviews', Russian Literature, XXXVII-II/III, 1995, p. 417—426

1995 — Опыт словаря тропов Бродского. На материале сборника «Часть речи», Митин журнал, 1995, № 52, с. 106—126.

1995 — More than One: The Doubles in Brodsky’s Poetic World, Twentieth-century Russian Literature: selected papers from the Fifth World Congress, Warsaw, 1995, p. 257—279.

1995 — A review of David Bethea’s book Joseph Brodsky and Creation of Exile, Slavonic and East European Review, 1995, p. 530—531.

1996 — In memory of Joseph Brodsky, British East-West Journal, £ 404, Sept. 1996, p. 10-11.

1996 — Obituary: Joseph Brodsky 1940—1996, Slavonica, vol. 2, £ 2, 1995/96, p. 123—128.

1996 — Беспощадный судья, Интервью В. Полухиной с Дереком Уолкоттом, Литературное обозрение. Памяти Иосифа Бродского, 1996, № 3, с. 16-22.

1996 — Гигантское здание странной архитектуры, Интервью В. Полухиной с Чеславом Милошем, Литературное обозрение. Памяти Иосифа Бродского, 1996, № 3, с. 23—28.

1996 — Развитие семантической поэтики, Интервью В. Полухиной с Томасом Венцловой, Литературное обозрение. Памяти Иосифа Бродского, 1996, № 3, с. 29—34.

1996 — «Myth of a Poet and Poet of the Myth», in Russian: Миф поэта и поэт мифа, Литературное обозрение. Памяти Иосифа Бродского, 1996, № 3, с. 42-48.

1996 — Русские поэты о Бродском, Литературное обозрение. Памяти Иосифа Бродского, 1996, № 3Б с. 48-52.

1996 — Интервью с сэром Исайей Берлиным, Знамя, 1996, № 11, с. 130—133.

1996 — Интервью с Джоном Ле Карре, Знамя, 1996, № 11, с. 133—138.

1996 — Интервью с Майклом Игнатьевым, Знамя, 1996, № 11, с. 138—141.

1996 — Интервью с Джеральдом Смитом, Знамя, 1996, № 11, с. 141—143.

1996 — Интервью с Алфредом Альваресом, Знамя, 1996, № 11, с. 143—146.

1996 — Интервью с Дэниелом Вайсбортом, Знамя, 1996, № 11, с. 146—150.

1996 — Бродский в Англии, Знамя, 1996, № 11, с. 126—129. 1996 — A Part of Speech. Poems by Joseph Brodsky, The Reference Guide to World Literature (Detroit: St. James Press, 1995), p. 188—191.

1996 — Brodsky’s view on Translation, Modern Poetry in Translation, 1996, no. 10, p. 26-31.

1996 — Метаморфозы «я» в поэзии постмодернизма: двойники в поэтическом мире Бродского, Slavica Helsingiensia, vol. 16, 1996, p. 391—407.

1996 — «Чтобы речь стала твоей речью», Ольга Седакова беседует с Валентиной Полухиной, Новое литературное обозрение, № 17 (1996), с. 318—354.

1997 — An Interview with Sir Isaiah Berlin, in Russian: Новое представление о поэзии, интервью с Львом Лосевым, Звезда, Иосиф Бродский: Неизданное в России, 1997, № 1, с. 159—172.

1997 — Благородный труд Дон Кихота, интервью с Роем Фишером, Звезда, Иосиф Бродский: Неизданное в России, 1997, № 1, с. 173—183. Перевод Виктора Куллэ.

1997 — Joseph Brodsky, Encyclopedia of the Essays (London: Fitzroy Dearborn, 1997), p. 113—115. 1997 — The Prose of Joseph Brodsky: A Continuation of Poetry by Other Means, Russian Literature, XLI-II, 15 February 1997, p. 223—240.

1997 — Bibliography of Joseph Brodsky’s Essays, Introductions, Reviews, Letters (in English and in Russian), together with Thomas Bigelow, Russian Literature, XLI-II, 15 February 1997, p. 241—254.

1997 — An Interview with Evgeny Rein, in Russian: Интервью с Евгением Рейном о Бродском, Zeszyty Literackje, no. 1, 1997, c. 98-109.

1997 — An Interview with Lev Loseff, in Polish: Интервью с Львом Лосевым о Бродском, Zeszyty Literackje, no. 1, 1997, c. 110—122.

1997 — An Interview with Derek Walcott, in Polish: Интервью с Дереком Уолкоттом о Бродском, Zeszyty Literackje, no. 1, 1997, c. 189—191.

1998 — Exegi monumentum of Joseph Brodsky, Przeglad Rusycystyczny, Rocznik VVI (Katowice, 1998) Zeszyt 1-2 (81-82), p. 69-89.

1998 — Мичиганский университет: 1980, в кн. Труды и дни, редакторы-составители Лев Лосев и Петр Вайль (М.:НГ, 1998), с. 55-60.

1998 — В Англии. Вступление, в кн. Труды и дни, редакторы-составители Лев Лосев и Петр Вайль (М.:НГ, 1998), с. 83-89.

1998 — Интервью с Джоном Ле Карре, в кн. Труды и дни, редакторы-составители Лев Лосев и Петр Вайль (М.:НГ, 1998), с. 111—120.

1998 — Интервью с Джеральдом Смитом, в кн. Труды и дни, редакторы-составители Лев Лосев и Петр Вайль (М.:НГ, 1998), с. 121—124.

1998 — Интервью с Дэниелом Вайсбортом, в кн. Труды и дни, редакторы-составители Лев Лосев и Петр Вайль (М.:НГ, 1998), с. 125—133.

1998 — Спасительное присутствие (Интервью с Шеймусом Хини), в кн. Труды и дни, редакторы-составители Лев Лосев и Петр Вайль (М.:НГ, 1998), с. 264—269.

1998 — Английский Бродский. Иосиф Бродский: творчество, личность, судьба — //в кн.: Иосиф Бродский: творчество, личность, судьба: Итоги трех конференций — СПб.: Журн. «Звезда», 1998, 320 с., — сс. 49-59.

1998 — Поэтический автопортрет Бродского. Иосиф Бродский: творчество, личность, судьба — //в кн.: Иосиф Бродский: творчество, личность, судьба: Итоги трех конференций — СПб.: Журн. «Звезда», 1998, 320 с., — сс. 49-59.

1998 — An Interview with John le Carre, in Polish: Интервью с Джоном ле Карре о Бродском, Zeszyty Literackje, no. 62, 1998, c. 149—155.

1998 — More than One: The Doubles in Brodsky’s Poetic World, Neo-Formalist Papers. Contributions to the Silver Jubilee Conference to mark 25 years of Neo-Formalist Circle (Amsterdam: Rodopi, 1998), p. 222—243.

1998 — Joseph Brodsky, «A Part of Speech», The Reference Guide to Russian Literature (London, 1999), p. 195—196.

1998 — Essay on Joseph Brodsky’s «To Urania», The Reference Guide to Russian Literature, ed. Neil Cornwell (London: Fitzroy Dearborn Publishers, 1998), pp. 196–197.

1999 — Exegi monumentum Иосифа Бродского, Литературное обозрение, 1999, № 4, с. 63-72.

2000 — More than One: The Doubles in Brodsky’s Poetic World, Twentieth-century Russian Literature: selected Papers from the Fifth World Congress of Central and East-European Studies, Ed. Karen Ryan-Hayes (Macmillan Press, 2000), p. 257—279.

2000 — Бродский как критик, Russian Literature, XLVII-III/IV, 1 April/15 May 2000. Special issue: Brodsky as a Critic, guest editor Valentina Polukhina, p. 245—249.

2000 — Bibliography of Joseph Brodsky’s Essays, Introductions, Reviews, Letters (in English and in Russian), together with Thomas Bigelow, Russian Literature, XLI-II, 15 February 1997, p. 409—416.

2000 — Иосиф Бродский в Англии, Русские евреи в Великобритании, Русское еврейство и зарубежье. Том 2-й, ред. М. Пархомовский и А. Рогачевский (Иерусалим, 2000), с. 241—258.

2002 — Я входил вместо дикого зверя в клетку, Как работает стихотворение Бродского. Из исследования славистов на Западе, редакторы-составители Лев Лосев и Валентина Полухина (М.: НЛО, 2003), с. 133—158.

2003 — Бродский о своих современниках, Мир Иосифа Бродского. Путеводитель (СПб.: Звезда, 2003), с. 249—264.

2003 — Проза Иосифа Бродского: Продолжение поэзии другими средствами, Поэтика Иосифа Бродского. Сборник научных трудов. Редколлегия: В. П. Полухина, И. В. Фоменко, А. Г. Степанов (Тверь, 2003), с. 9-27.

2003 — Pleasing the Shadows: Brodsky’s Debts to Pushkin and Dante, Semicerchio Rivista di Poesia Comparata, XXVIII (2003)/1), p 19-30.

2003 — Pushkin and Brodsky: The Art of Self-deprication, Two Hundred Years of Pushkin. Vol. I: Pushkin’s Secrets: Russian Writers Reread and Rewrite Pushkin (Amsterdam, New York, 2003), p. 153—174.

2004 — The Poet’s Meow, ARS Interpres. International Journal of Poetry, Transaltion & Art, 2004, no. 3 (Stockholm), p. 111—113.

2005 — Seamus Heaney in conversation with Valentina Polukhina, ARS Interpres. International Journal of Poetry, Translation & Art, 2004, no. 3 (Stockholm), p. 287—293.

2005 — Les Murray in conversation with Valentina Polukhina, ARS Interpres. International Journal of Poetry, Translation & Art, 2004, no. 3 (Stockholm), p. 297—303.

2005 — Интервью с Томасом Венцловой, Томас Венцлова, Статьи о Бродском, (М.: Baltirus: Новое издательство, 2005), с. 163—173.

2005 — «Это мои стихи…», беседа с трёхлетним внуком Бродского, Семья и школа, № 11, 2005, с. 25.

2006 — «Мяу» поэта (о любви Бродского к кошкам), Семья и школа, № 1, 2006, с. 222-23.

2007 — Интервью с Пелагеей Андреевной Басмановой, Семья и школа, № 4, 2007, с. 20.

2007 — «Пастушка русских поэтов», беседа Надежды Сырых с Валентиной Полухиной, газета Лондон-INFO, № 8, 2-8 марта 2007, с. 8.

2007 — Seamus Heaney and Valentina Polukhina in Conversation, London Magazine, August/September 2007, pp. 58–70.

2007 — Susan Sontag and Valentina Polukhina in Conversation, London Magazine, October/November 2007, pp. 45–57.

2008 — «Иосиф», интервью с Анастасией Кузнецовой, Медведь, № 11, 2008, стр. 55-59.

2009 — «Язык владел им в совершенстве», беседа Юрия Лепского с В, Полухиной, Российская газета, 29 января 2009, с. 9

2009 — Интервью с Михаилом Хейфицем о Бродском, газета «Зарубежные задворки», 3 августа, 2009, Германия

2009 — Интервью с Михаилом Лемхиным, Сан-Франциско, газета «Кстати», 13 августа 2009

2009 — Всё зависит от мастера, Интервью с Давидом Маркишем о Бродском, «Иерусалимский журнал», сентябрь 2009.

2010 — Иосиф Бродский. Поэт для нашего времени. Интервью Елены Осиповой с Валентиной Полухиной, журнал «Новый стиль» № 4, 2010, с. 65-67.

2010 — «Мне повезло, я встретила гения…» Анастасия Байда беседует с Валентиной Полухиной, газета Англия, 16 июля 2010, № 27 (237), с. 1, 12.

2010 — Литературное восприятие Бродского в Англии, ж. Стороны света, № 9, 2010.

2010 — «Любовь есть предисловие к разлуке». Послание к М. К., Иосиф Бродский в XXI веке. Материалы международной научно-исследовательской конференции (Санкт-Петербург: Филологический ф-т СпбГУ, 2010), ред. О. Глазунова, с. 135—146.

2010 — Andrei Voznesensky: obituary, Guardian, 3 June 2010

2010 — «Ритмы России в творчестве Бродского», ж. Знамя, № 9, 2010.

2010 — Obituary: Elena Shvarts, Independent, 16 June, 2010

2011 — Valentina Polukhina in Conversation with Adam Michnik, in Russian: Валентина Полухина, Адам Михник. Беседа о Бродском, журнал «Интерпоэзия» № 1, 2011.

2011 — Valentina Polukhina in conversation with Czeslaw Milosz, in Polish, Zeszyty Literackie, no. 1, 2011, Special Issue.

2011 — «Любовь есть предисловие к разлуке. Послание к М. К.», НЛО, № 112

2011— Евгения Изварина — //Антология современной уральской поэзии. 2004—2011 — Челябинск: ИГ «Десять тысяч слов», 2011, 351 с., — с. 312—313 ISBN 978-5-87184-522-6

2011 — Наталья Стародубцева — //Антология современной уральской поэзии. 2004—2011 — Челябинск: ИГ «Десять тысяч слов», 2011, 351 с., — с. 343—344 ISBN 978-5-87184-522-6

2011 — Интервью с Натальей Горбаневской — //Natalya Gorbanevskaya, Selected Poems — Manchester: Carcanet Press, 2011, pp. 107–118

2012 — «Обреченная на поэзию», беседа Инны Кулишовой с Валентиной Полухиной, ж. Звезда, № 2, 2012.

2012 — Ритмы России в поэзии Бродского, Вестник Новосибирского поэтического марафона, № 4, Новосибирск, 2012, стр. 70-74.

2012 — Вектор в ничто. Интервью с Иосифом Бродским: 10 апреля 1980 г., Анн Арбор, Мичиган, сборник научных трудов: "Иосиф Бродский: проблемы поэтики (М.: НЛО, 2012), стр. 425—439.

2012 — Потомкам с любовью, интервью Татьяне Юфит, газета «Англия» 7-13 декабря, стр. 17.

2013 — Интервью Ирине Чайковской, ж. «Новый берег», № 40, перепечатано в журнале «Чайка», № 19, октябрь 1-15, 2013, с. 49-53.

2014 — Тайна «Похорон Бобо» — //Новое литературное обозрение — М.: 2014, № 2 (126), стр. 306—313.

2015 — Собрание незабывших — //Российская газета — 20 мая 2015 г., № 106 (6677), стр. 9.

2018 — Бродский в Великобритании, «Русское наследие в современном мире» 20 мая 2018, Лондон, стр. 94-109.

2018 — «И я не превращусь в судью» (Открытое письмо Дмитрию Быкову) — //Российская газета — 11 декабря 2018.

2018 — Беседа с Борисом Фабрикантом о И. Бродском. ж. «Этажи», номер 1, 2018, стр. 145—159

2019 — Культура вне границ, альманах «Культурное безбрежье», 2019, стр. 5

2019 — Английский поэт Joseph Brodsky, ж. «Звезда», номер 9, 2019, стр. 145—153

2020 — Предисловие к книге Юрия Лепского «Бродский только что ушёл», М. Искусство — XXI век, 2020, стр. 8-9

2021 — Стихи «на случай» Иосифа Бродского, ж. «Новый мир», номер 1, 2021, стр. 171—181

2021 — «Ткань, впитавшая полуденное солнце», 25 лет назад ушел из жизни Иосиф Бродский. «Российская газета» 28 января 2021

2021 — A Bibliography of George Kline’s Published Translations of Joseph Brodsky’s Poems. In Cynthia Haven «The Man Who Brought Brodsky Into English. Conversation with George.L Kline». USA, Academic Studies Press, 2021,pp. 188–194.

2021 — Afterword to Cynthia Haven «The Man Who Brought Brodsky Into English. Conversation with George.L Kline». USA, Academic Studies Press, 2021, pp. 201–203.

2021 — Joseph Brodsky by David Morphet and Valentina Polukhina «Poetry in isolation» No 3, Essays by Members of the Athenaeum, January-March 2021, pp. 36–54

## Награды
- Медаль Пушкина (18 июля 2018 года, Россия) — за плодотворную деятельность по сближению и взаимообогащению культур наций и народностей[11].